# TrES-4b

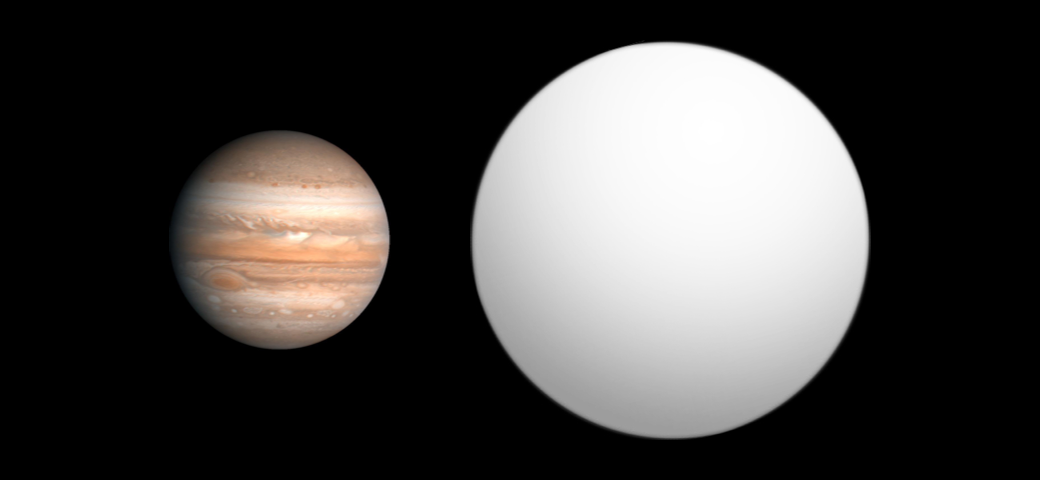
Vergelijking van Jupiter en TrES-4b

TrES-4b (ook wel TrES-4 genoemd) is een exoplaneet. Deze planeet draait rond de ster SGR 02620-00.648. De planeet staat 7,3 miljoen kilometer ver van zijn zon. Omdat deze planeet dicht bij zijn eigen zon staat duurt een jaar op TrES-4b ongeveer drie dagen lang. Dit maakt de temperatuur op de planeet erg hoog, namelijk gemiddeld 1260 graden Celsius.
TrES-4b is een gasreus die 70 procent groter is dan Jupiter. Ze is daarmee de op twee na grootste bekende planeet in het universum, na WASP-17b en HD 100546 b.

## Ontdekking
De planeet werd gevonden door Georgi Mandushev op het Lowell Observatory in Arizona. Mandushev ontdekte de planeet als een deel van het Trans-Atlantische Exoplanet Survey project. TrES-4b werd ontdekt met behulp van de transmit-methode, waarbij het licht van de ster werd geblokkeerd door de planeet.